# Юрген Грабовскі
Юрген Грабовскі (нім. Jürgen Grabowski, 7 липня 1944, Вісбаден — 10 березня 2022) — німецький футболіст, що грав на позиції нападника за «Айнтрахт» та національну збірну Німеччини.
Дворазовий володар Кубка Німеччини. Володар Кубка УЄФА. У складі збірної — чемпіон Європи та чемпіон світу.

## Клубна кар'єра
У дорослому футболі дебютував 1965 року виступами за команду клубу «Айнтрахт», кольори якої й захищав протягом усієї своєї кар'єри гравця, що тривала цілих шістнадцять років. Більшість часу, проведеного у складі «Айнтрахта» (Франкфурт-на-Майні), був основним гравцем команди. За цей час двічі виборював титул володаря Кубка Німеччини, ставав володарем Кубка УЄФА.

## Виступи за збірну
1966 року дебютував в офіційних матчах у складі національної збірної Німеччини. Протягом кар'єри у національній команді, яка тривала 9 років, провів у формі головної команди країни 44 матчі, забивши 5 голів.
У складі збірної був учасником чемпіонату світу 1966 року в Англії, де разом з командою здобув «срібло», чемпіонату світу 1970 року у Мексиці, на якому команда здобула бронзові нагороди, чемпіонату Європи 1972 року у Бельгії, здобувши того року титул континентального чемпіона, чемпіонату світу 1974 року у ФРН, здобувши того року титул чемпіона світу.

## Титули і досягнення
- Володар Кубка Німеччини (2):

«Айнтрахт»:  1973–74, 1974–75
- Володар Кубка УЄФА (1):

«Айнтрахт»:  1979–80
Збірні
- Чемпіон Європи: 1972
- Чемпіон світу: 1974
- Віце-чемпіон світу: 1966
- Бронзовий призер чемпіонату світу: 1970